# Université Lynn
Pour les articles homonymes, voir Lynn.
L’université Lynn (en anglais : Lynn University LU), fondée en 1962, est une université privée américaine à but non lucratif, située à Boca Raton en Floride. Elle doit son nom à la famille Lynn, en particulier à Eugene M. Lynn qui en fut le commanditaire. 

## Historique

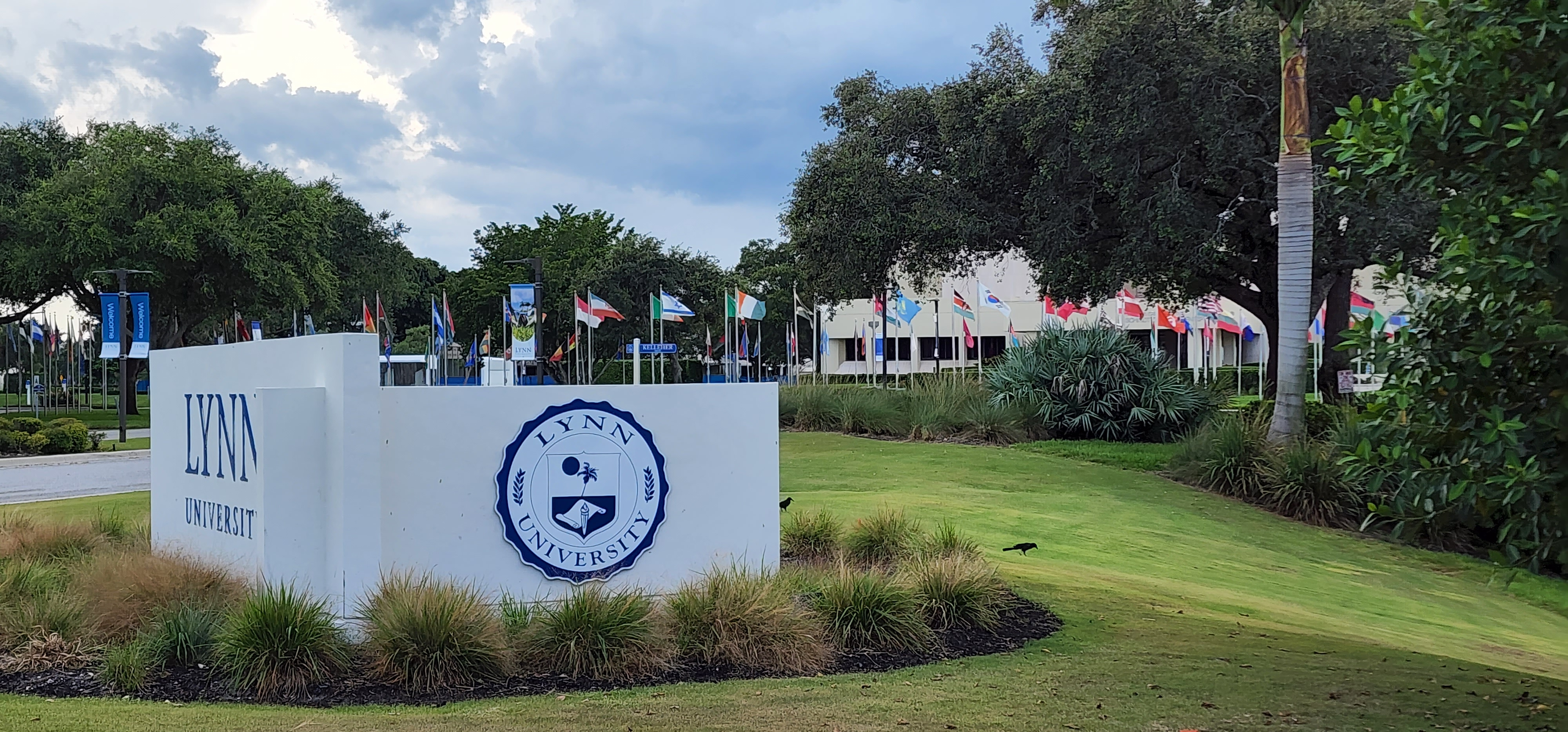
Entrée de l'université Lynn

L'établissement ouvre ses portes, en 1962, sous le nom de Marymount College, une université féminine fondée par la congrégation des Religieuses du Sacré-Cœur de Marie. En 1971, une période de transition commence, l'établissement est placé sous le contrôle d'un conseil d'administration présidé par Donald E. Ross.
En 1974, son nom devient College of Boca Raton. Après une période de forte croissance, le college est accrédité par la Southern Association of Colleges and Schools, au niveau II, en 1986, puis au niveau III, en 1988. En moins de 20 ans, il est passé d'un établissement offrant deux années de formation, en une véritable Université accréditée à l'enseignement au niveau des Masters.
Le College of Boca Raton devient officiellement la Lynn University, en 1991, afin de refléter dans les termes sa nouvelle nature et sa mission, ainsi que son accréditation académique, mais aussi pour rendre hommage à ses bienfaiteurs, la famille Lynn.
Lors de l'année académique 1998-1999, sa 36e année d'existence, l'Université obtient son accréditation au niveau V, lui permettant d'offrir un programme de doctorat en Global Leadership avec des spécialisations en Educational Leadership, Corporate et Organizational Management.
Le 1er juillet 2006, Kevin M. Ross succède à son père en tant que président de l'Université. Donald E. Ross prend sa retraite après 35 années de présidence.

## Programme académique
L'université offre plus de 70 spécialisations enseignées au sein de ses cinq collèges et de son conservatoire, dont l'anglais, les relations internationales, la santé, les arts libéraux, la biologie, la psychologie, le droit, la gestion de crise, la musique, l'enseignement, la communication ou le journalisme.

### College of Arts and Sciences
Le rôle du College of Arts and Sciences est d'assurer à tous les étudiants, quel que soit le programme qu'ils ont choisi, des fondements solides dans le domaine des arts libéraux, dont l'anglais, la littérature américaine, la biologie, le droit, l'histoire, la philosophie ou encore la psychologie.

## Sources
- (en) « Lynn University » in Complete book of colleges. New York : Random House : Princeton Review Pub., 2004.  (ISBN 9780375764066)
- (en) Sally J Ling, A history of Boca Raton, Charleston, SC : History Press, 2007.  (ISBN 9781596291355)

### Les collèges
- College of Arts and Sciences
- College of Business and Management
  - School of Aeronautics
- Conservatory of Music
- College of Education
- College of Hospitality Management
- College of International Communication